# اندیس آنومالی کلات نو
آنومالی کلات نو یک اندیس فلزی است که در حوالی شهر بیرجند استان خراسان قرار دارد و مادهٔ معدنی موجود در آن، طلا است.سنگ میزبان این اندیس فیلیت، شیست، ماسه سنگ، شیل، اسپیلیت، مارن، سنگ آهک، پریدوتیت است  